# Clima semiárido

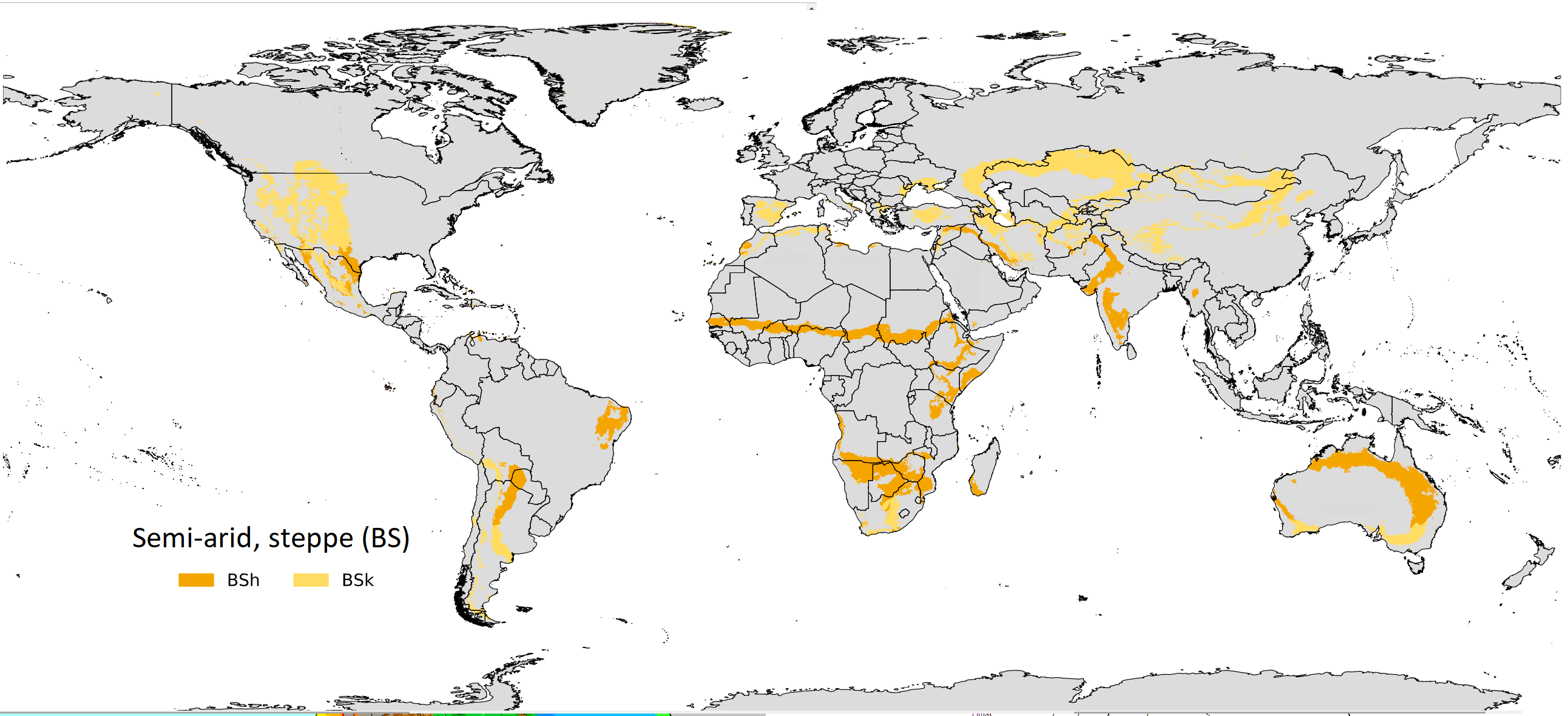
Regiões com clima semiárido
BSh
BSk

O clima semiárido, também conhecido como clima de estepe, é um tipo de clima típico de regiões que recebem precipitação abaixo da evapotranspiração potencial, mas não tão baixa quanto a de um clima desértico. Existem diferentes tipos de climas semiáridos, dependendo de variáveis como a temperatura, e eles dão origem a diferentes biomas. O clima semiárido é classificado como BSh ou BSk, que são tipos caracterizados pela baixa umidade e pouco volume pluviométrico. Na classificação mundial do clima, o clima semiárido é aquele que apresenta precipitação de chuvas média entre 200 mm e 500 mm.

## Atributos

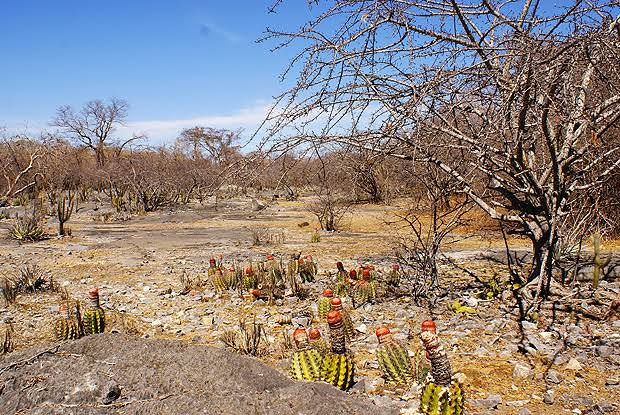
Plantas típicas da caatinga, bioma do semiárido brasileiro.

Uma definição mais precisa é dada pela classificação climática de Köppen, que trata climas semiáridos (BSk e BSh) como intermediários entre climas desérticos (BW) e climas úmidos em características ecológicas e potencial agrícola. Os climas de estepe tendem a suportar uma vegetação constituída por gramíneas e pequenos arbustos ocupando solos descobertos, e são incapazes de sustentar grandes plantas, porém nas regiões temperadas e subtropicais, esses solos são muito férteis, tendo algumas áreas voltadas para a produção agrícola ou pecuária.
Para determinar se um local tem um clima semiárido, o limiar de precipitação deve ser determinado primeiro. Encontrar o limiar de precipitação (em milímetros) envolve primeiro multiplicar a temperatura média anual em °C por 20, e depois adicionar 280 se 70% ou mais da precipitação total estiver entre abril e setembro no hemisfério norte, ou de outubro a março no hemisfério sul; ou adicionar 140 se 30-70% do total de precipitação for recebido durante o período aplicável; ou adicionar 0 se menos de 30% do total de precipitação for recebido. Se a precipitação anual da área for menor que o limiar, mas mais da metade do limite, o clima será classificado como BS (clima semiárido).
Além disso, para delinear "climas semiáridos quentes" de "climas semiáridos frios", existem três isotermas amplamente utilizadas: uma temperatura anual média de 18 °C (que é a mais precisa e mais comumente usada), ou uma temperatura média de 0 °C ou −3 °C no mês mais frio, de modo que uma localização com clima tipo "BS" com a temperatura apropriada acima da isoterma que está sendo usada seja classificado como "semiárido quente" (BSh), e um local com a temperatura apropriada abaixo da isoterma fornecida é classificado como "semiárido frio" (BSk).

## Clima semiárido quente

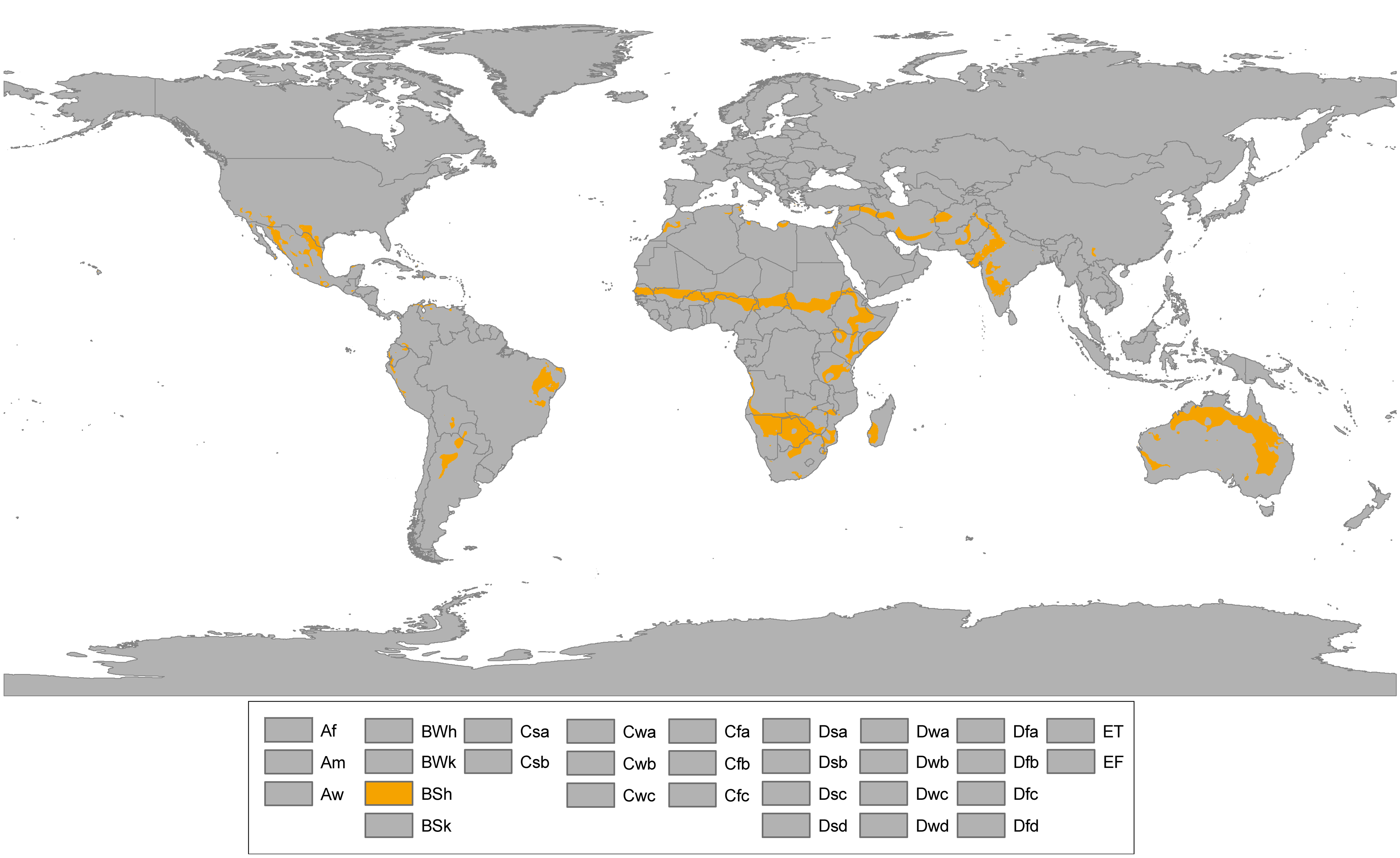
Regiões de clima semiárido quente

Os climas semiáridos quentes (tipo "BSh") tendem a estar localizados nas latitudes de 20 e 30° (trópicos e subtrópicos), tipicamente na proximidade de regiões de clima de savana tropical ou clima subtropical úmido. Estes climas tendem a ter verões quentes, às vezes extremamente quentes, e invernos que variam de quentes a frios, mas com uma precipitação mínima. Os climas semiáridos quentes são mais comumente encontrados ao redor de desertos subtropicais. Os climas de estepe quentes são mais comumente encontrados na África, na Austrália e no sul da Ásia. Na Austrália, uma grande parte do Outback em torno das regiões centrais do deserto encontra-se dentro da região de clima semiárido quente. No sul da Ásia, tanto a Índia quanto partes do Paquistão experimentam os efeitos sazonais das monções e apresentam estações chuvosas curtas, mas bem definidas, mas não são suficientemente úmidas para que o clima seja classificado com clima de savana tropical. Os climas quentes semiáridos também podem ser encontrados na Europa (principalmente na Espanha), partes da América do Norte, como no México, e áreas do sudoeste dos Estados Unidos, e seções da América do Sul como o sertão nordestino, o chaco, e no lado dos polos dos áridos desertos, onde eles tipicamente apresentam um padrão de precipitação semelhante ao do clima mediterrâneo, com verões geralmente sem chuva e invernos mais úmidos.

### Exemplos
- Laore, Panjabe, Paquistão (BSh)
- Jodhpur, Índia (BSh)
- Vinduque, Namíbia (BSh)
- Montes Claros, Minas Gerais, Brasil (BSh)
- Oranjestad, Aruba (BSh)
- Alicante, Espanha (BSh)
- Santa Cruz de Tenerife, Canárias, Espanha (BSh)
- Monterrey, México (BSh)
- Los Angeles, Estados Unidos (fronteira entre BSh e Csb)
- Ivanhoe, Nova Gales do Sul, Austrália (BSh)
- Maracaibo, Venezuela (BSh)
- Honolulu, Havaí, Estados Unidos (BSh)
- Odessa, Texas, Estados Unidos (BSh)
- Mossoró, Rio Grande do Norte, Brasil (BSh)
- Cidade de Querétaro, Querétaro, México (BSh)
- Tucson, Arizona, Estados Unidos (BSh)
- Petrolina, Pernambuco, Brasil (BSh)
- Patos, Paraíba, Brasil (BSh)
- Pireu, Grécia (BSh)
- Nicósia, Chipre (BSh)
- Amã, Jordânia (BSh)
- Trípoli, Líbia (BSh)
- Mogadíscio, Somália (BSh)
- Dacar, Senegal (BSh)
- Uagadugu, Burquina Fasso (BSh)
- Niamei, Níger (BSh)
- Juazeiro, Bahia, Brasil (BSh)
- Chihuahua, Chihuahua, México (BSh)
- N'Djamena, Chade (BSh)
- Montes Claros, Brasil (BSh)

## Clima semiárido frio

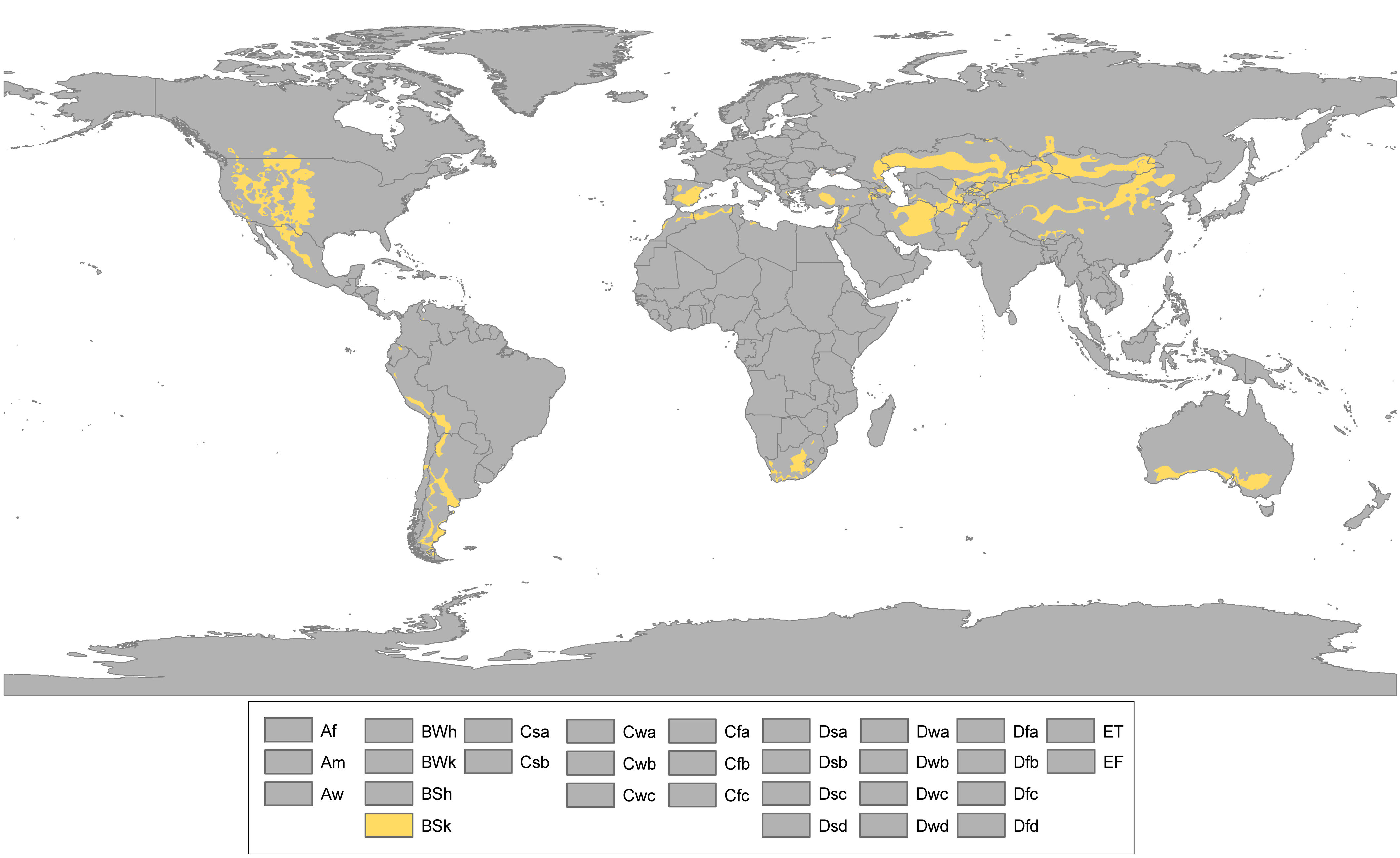
Regiões de clima semiárido frio

Os climas semiáridos frios (tipo "BSk") tendem a estar localizados em porções elevadas de zonas temperadas, tipicamente margeando as zonas do clima continental úmido e do clima mediterrâneo. Eles são tipicamente encontrados em interiores continentais a alguma distância de grandes corpos de água. Os climas frios semiáridos geralmente apresentam verões quentes e secos, embora os verões não sejam tão quentes quanto os de climas semiáridos quentes. Ao contrário dos climas semiáridos quentes, as áreas com climas semiáridos frios tendem a ter invernos frios. Essas áreas geralmente apresentam alguma queda de neve durante o inverno, embora a queda de neve seja muito menor do que em locais em latitudes semelhantes com climas mais úmidos. As áreas com climas semiáridos frios tendem a ter elevações mais altas do que as áreas com climas semiáridos quentes, e tendem a apresentar grandes variações de temperatura entre o dia e a noite, às vezes até 20 °C ou mais. Essas grandes variações diurnas de temperatura são raramente vistas em climas semiáridos quentes. Os climas frios semiáridos em latitudes mais altas tendem a ter invernos secos e verões mais úmidos, enquanto os em latitudes mais baixas tendem a ter padrões de precipitação mais semelhantes a climas subtropicais, com verões secos, invernos relativamente úmidos e até mesmo outonos úmidos. Os climas semiáridos frios são mais comumente encontrados na Ásia e na América do Norte. No entanto, eles também podem ser encontrados no norte da África, África do Sul, Europa, seções da América do Sul e seções do interior do sul da Austrália e da Nova Zelândia.

### Exemplos
- Bacu, Azerbaijão (BSk)
- Medicine Hat, Alberta, Canadá (BSk)
- Denver, Colorado, Estados Unidos (BSk)
- Saragoça, Espanha (BSk)
- Cônia, Turquia (BSk)
- Cidade de Zacatecas, Zacatecas, México (BSk)
- Ulan-Ude, Rússia (BSk)
- Lethbridge, Alberta, Canadá (BSk)
- Brooks, Alberta, Canadá (BSk)
- Cabul, Afeganistão (BSk)
- Alepo, Síria (BSk)
- Tianjin, China (BSk)
- Madrid, Espanha (Fronteira entre BSk e Csa)
- Shijiazhuang, Hebei, China (BSk)
- Comodoro Rivadavia, Argentina (BSk)
- La Quiaca, Jujuy, Argentina (BSk)
- Agulhas, Cabo Ocidental, África do Sul (BSk)
- Saná, Iêmen (BSk)

## Gráficos climáticos de cidades selecionadas
| Gráfico climático para Murcia, Espanha                                         | Gráfico climático para Murcia, Espanha | Gráfico climático para Murcia, Espanha | Gráfico climático para Murcia, Espanha | Gráfico climático para Murcia, Espanha | Gráfico climático para Murcia, Espanha | Gráfico climático para Murcia, Espanha | Gráfico climático para Murcia, Espanha | Gráfico climático para Murcia, Espanha | Gráfico climático para Murcia, Espanha | Gráfico climático para Murcia, Espanha | Gráfico climático para Murcia, Espanha |
| ------------------------------------------------------------------------------ | -------------------------------------- | -------------------------------------- | -------------------------------------- | -------------------------------------- | -------------------------------------- | -------------------------------------- | -------------------------------------- | -------------------------------------- | -------------------------------------- | -------------------------------------- | -------------------------------------- |
| J                                                                              | F                                      | M                                      | A                                      | M                                      | J                                      | J                                      | A                                      | S                                      | O                                      | N                                      | D                                      |
| 25 17 5                                                                        | 28 18 6                                | 30 21 8                                | 27 23 10                               | 32 27 13                               | 20 31 17                               | 5 34 20                                | 10 34 21                               | 27 30 18                               | 44 26 14                               | 32 20 9                                | 21 17 6                                |
| Temperaturas em °C • Precipitações em mmFonte: Agencia Estatal de Meteorología |                                        |                                        |                                        |                                        |                                        |                                        |                                        |                                        |                                        |                                        |                                        |

| Gráfico climático para Reno, Nevada                 | Gráfico climático para Reno, Nevada | Gráfico climático para Reno, Nevada | Gráfico climático para Reno, Nevada | Gráfico climático para Reno, Nevada | Gráfico climático para Reno, Nevada | Gráfico climático para Reno, Nevada | Gráfico climático para Reno, Nevada | Gráfico climático para Reno, Nevada | Gráfico climático para Reno, Nevada | Gráfico climático para Reno, Nevada | Gráfico climático para Reno, Nevada |
| --------------------------------------------------- | ----------------------------------- | ----------------------------------- | ----------------------------------- | ----------------------------------- | ----------------------------------- | ----------------------------------- | ----------------------------------- | ----------------------------------- | ----------------------------------- | ----------------------------------- | ----------------------------------- |
| J                                                   | F                                   | M                                   | A                                   | M                                   | J                                   | J                                   | A                                   | S                                   | O                                   | N                                   | D                                   |
| 26 8 -4                                             | 26 11 -2                            | 19 14 1                             | 12 18 3                             | 12 23 8                             | 13 29 11                            | 4.6 33 14                           | 5.8 33 13                           | 8.9 28 9                            | 13 21 4                             | 21 13 -1                            | 26 8 -4                             |
| Temperaturas em °C • Precipitações em mmFonte: NOAA |                                     |                                     |                                     |                                     |                                     |                                     |                                     |                                     |                                     |                                     |                                     |

| Gráfico climático para Port Louis, Maurícia                                       | Gráfico climático para Port Louis, Maurícia | Gráfico climático para Port Louis, Maurícia | Gráfico climático para Port Louis, Maurícia | Gráfico climático para Port Louis, Maurícia | Gráfico climático para Port Louis, Maurícia | Gráfico climático para Port Louis, Maurícia | Gráfico climático para Port Louis, Maurícia | Gráfico climático para Port Louis, Maurícia | Gráfico climático para Port Louis, Maurícia | Gráfico climático para Port Louis, Maurícia | Gráfico climático para Port Louis, Maurícia |
| --------------------------------------------------------------------------------- | ------------------------------------------- | ------------------------------------------- | ------------------------------------------- | ------------------------------------------- | ------------------------------------------- | ------------------------------------------- | ------------------------------------------- | ------------------------------------------- | ------------------------------------------- | ------------------------------------------- | ------------------------------------------- |
| J                                                                                 | F                                           | M                                           | A                                           | M                                           | J                                           | J                                           | A                                           | S                                           | O                                           | N                                           | D                                           |
| 131 32 24                                                                         | 160 31 24                                   | 83 32 24                                    | 87 31 23                                    | 48 29 22                                    | 24 28 20                                    | 18 27 19                                    | 19 27 19                                    | 17 28 19                                    | 15 29 20                                    | 24 30 22                                    | 85 31 23                                    |
| Temperaturas em °C • Precipitações em mmFonte: World Meteorological Organization. |                                             |                                             |                                             |                                             |                                             |                                             |                                             |                                             |                                             |                                             |                                             |

| Gráfico climático para Niamey, Níger                                  | Gráfico climático para Niamey, Níger | Gráfico climático para Niamey, Níger | Gráfico climático para Niamey, Níger | Gráfico climático para Niamey, Níger | Gráfico climático para Niamey, Níger | Gráfico climático para Niamey, Níger | Gráfico climático para Niamey, Níger | Gráfico climático para Niamey, Níger | Gráfico climático para Niamey, Níger | Gráfico climático para Niamey, Níger | Gráfico climático para Niamey, Níger |
| --------------------------------------------------------------------- | ------------------------------------ | ------------------------------------ | ------------------------------------ | ------------------------------------ | ------------------------------------ | ------------------------------------ | ------------------------------------ | ------------------------------------ | ------------------------------------ | ------------------------------------ | ------------------------------------ |
| J                                                                     | F                                    | M                                    | A                                    | M                                    | J                                    | J                                    | A                                    | S                                    | O                                    | N                                    | D                                    |
| 0 33 16                                                               | 0 36 19                              | 3.9 39 23                            | 5.7 41 27                            | 35 40 28                             | 69 37 26                             | 154 34 24                            | 171 33 23                            | 92 34 24                             | 9.7 38 24                            | 0.7 36 20                            | 0 33 17                              |
| Temperaturas em °C • Precipitações em mmFonte: Deutscher Wetterdienst |                                      |                                      |                                      |                                      |                                      |                                      |                                      |                                      |                                      |                                      |                                      |

| Gráfico climático para Jaipur, Índia                                | Gráfico climático para Jaipur, Índia | Gráfico climático para Jaipur, Índia | Gráfico climático para Jaipur, Índia | Gráfico climático para Jaipur, Índia | Gráfico climático para Jaipur, Índia | Gráfico climático para Jaipur, Índia | Gráfico climático para Jaipur, Índia | Gráfico climático para Jaipur, Índia | Gráfico climático para Jaipur, Índia | Gráfico climático para Jaipur, Índia | Gráfico climático para Jaipur, Índia |
| ------------------------------------------------------------------- | ------------------------------------ | ------------------------------------ | ------------------------------------ | ------------------------------------ | ------------------------------------ | ------------------------------------ | ------------------------------------ | ------------------------------------ | ------------------------------------ | ------------------------------------ | ------------------------------------ |
| J                                                                   | F                                    | M                                    | A                                    | M                                    | J                                    | J                                    | A                                    | S                                    | O                                    | N                                    | D                                    |
| 8 19 4                                                              | 12 22 7                              | 6 29 12                              | 4 34 17                              | 16 38 21                             | 66 38 23                             | 216 31 22                            | 231 29 20                            | 80 30 19                             | 23 30 15                             | 3 25 9                               | 3 20 5                               |
| Temperaturas em °C • Precipitações em mmFonte: India Weather On Web |                                      |                                      |                                      |                                      |                                      |                                      |                                      |                                      |                                      |                                      |                                      |

| Gráfico climático para Patos, Paraíba, Brasil  | Gráfico climático para Patos, Paraíba, Brasil | Gráfico climático para Patos, Paraíba, Brasil | Gráfico climático para Patos, Paraíba, Brasil | Gráfico climático para Patos, Paraíba, Brasil | Gráfico climático para Patos, Paraíba, Brasil | Gráfico climático para Patos, Paraíba, Brasil | Gráfico climático para Patos, Paraíba, Brasil | Gráfico climático para Patos, Paraíba, Brasil | Gráfico climático para Patos, Paraíba, Brasil | Gráfico climático para Patos, Paraíba, Brasil | Gráfico climático para Patos, Paraíba, Brasil |
| ---------------------------------------------- | --------------------------------------------- | --------------------------------------------- | --------------------------------------------- | --------------------------------------------- | --------------------------------------------- | --------------------------------------------- | --------------------------------------------- | --------------------------------------------- | --------------------------------------------- | --------------------------------------------- | --------------------------------------------- |
| J                                              | F                                             | M                                             | A                                             | M                                             | J                                             | J                                             | A                                             | S                                             | O                                             | N                                             | D                                             |
| 66 32 22                                       | 139 32 22                                     | 213 31 22                                     | 177 30 22                                     | 55 29 21                                      | 28 27 21                                      | 12 27 20                                      | 3 28 20                                       | 1 30 20                                       | 4 31 21                                       | 8 32 21                                       | 22 32 21                                      |
| Temperaturas em °C • Precipitações em mmFonte: |                                               |                                               |                                               |                                               |                                               |                                               |                                               |                                               |                                               |                                               |                                               |